# Gnophos aethalodes
Gnophos aethalodes är en fjärilsart som beskrevs av Eugen Wehrli 1936. Gnophos aethalodes ingår i släktet Gnophos och familjen mätare. Inga underarter finns listade i Catalogue of Life.